# 이광식 (1493년)
이광식(李光軾, 1493년(성종 23년) 11월 7일(음력 9월 29일) ~ 1563년(명종 18년) 12월 15일(음력 12월 1일))은 조선시대 중기의 무신, 군인, 정치인이며 외교관이다. 본관은 우계(羽溪)이고 자(字)는 백흠(伯欽). 강원도 강릉 출신.
1516년(중종 11) 무과에 급제하여 선전관, 사어를 지내고 1528년(중종 23) 김해부사에 임명되었다가 군기시첨정을 거쳐 군기시 부정으로 승진했으나 경력이 얕으면서 첨정이 된지 30삭을 넘기지 못하고 승진했다 하여, 대간의 탄핵을 받고 사직했다가 김해부사로 부임했다. 그해 무재(武才)가 있다는 이유로 대간의 천거로 갑산부사에 임명되었다. 이후 종성과 회령의 부사를 거쳐 1533년(중종 28) 가선대부로 승진하고, 여주목사, 성주목사 등을 지냈다. 1544년(중종 39) 평안도병마절도사로 재직 시 원한을 품은 여진족이 평안도 변방을 습격하여 변장들을 살해하자, 여진족 소굴로 직접 찾아가 야인 진무를 하고 돌아왔다. 명종이 즉위 후 임기가 차 체직되어야 되나 유임되어 서쪽 변방의 일을 계속 맡아 보았다. 이후 한성부우윤, 장례원판결사, 병조 참판, 공조 참판, 전라도병마절도사를 역임했다.
1555년(명종 10)에는 을묘왜변이 터지자 전라도 해안가로 쳐들어온 왜구를 격퇴하여 전란이 확대되는 것을 막기도 했다. 아버지는 병마절도사를 지낸 이지방(李之芳)이고 어머니는 청송심씨 심선(沈璿)의 손녀딸이다. 장인은 함안 이씨로 평안도 관찰사 함안군(咸安君) 양간공 이세응(李世應)이다. 무신 이전, 이용, 문신 이감(李戡)의 아버지이며 이복남(李福男)의 증조부이다.

## 생애

### 초기 활동
이광식은 1493년(성종 23년) 11월 7일 강원도 강릉 출신으로, 병마절도사를 지낸 이지방(李之芳)과 봉사(奉事) 심안신(沈安信)의 딸 정부인 청송 심씨의 아들로 태어났다. 조부는 충찬위 선무랑 목청전직으로 사후 증 이조참의와 증 호조참판 겸 동지의금부사에 추증된 이징(李徵)이고, 증조부는 소위장군 행충좌위부사정 호군 이경연(李景衍 또는 이경행(李景行)), 고조부는 사정, 직장을 거쳐 중추부경력, 호분위경력, 통훈대부 지덕천군사, 판사복시사 등을 지낸 이인숙(李仁淑)이다. 숙부 이지영(李之英)은 행적이 미상이고, 그의 사촌 이형손(李亨遜) 역시 무과에 급제하여 안악군수를 역임하였다.
그의 고모 중 1명은 하성부원군 정현조(鄭顯祖)의 재취 부인으로 출가하였다. 수양대군의 왕권 찬탈에 저항, 벼슬을 버리고 낙향했다가 70년간 단종을 추모하며 은거한 도촌 이수형(李秀亨)은 그의 재종조부였다.
어머니 청송심씨는 봉사 심안신의 딸로, 모계로는 외증조부 망세당 심선(沈璿)은 경기도관찰사를 지내고 영돈령부사에 추증되었으며, 외6대조는 인수부윤과 경창부윤을 지낸 심징으로, 세종대왕의 비 소헌왕후의 친정 숙부였다. 그의 누이 1명은 윤확(尹確)에게 출가했는데, 그는 윤번의 차남 윤사흔 (尹士昕)의 4대손으로, 윤선(尹瑄)의 증손이며 영평군 윤계겸(鈴平君 尹繼謙)의 손자였다.
1510년 초, 정국공신인 평안도관찰사 양간공 이세응(李世應)의 둘째 딸 함안이씨와 결혼하여 이계변(李繼邊), 이감, 이전, 이용의 4남과 3녀를 뒀다. 이계변은 요절하였고, 이감은 문과에 급제하였으며, 이전은 이복남의 할아버지가 된다. 이세응의 묘갈명에는 이감, 이전의 처음 이름인 이언소와 이언점으로 나타난다. 그는 무예 연마 외에도 이름이 전하지 않는 문인에게서 학문을 배웠다. 그가 조정에 출사했을 때 중앙관직에 있을 때 경연참찬관, 경연특진관을 항상 겸직하였다.

### 관료 생활

#### 관료생활 초반
1516년(중종 11년) 무과(武科)에 급제, 권지를 거쳐 선전관이 되었다. 선전관으로 재직 중 1522년(중종 17) 3월 24일 공노비를 사사로이 은닉한 이춘무(李春茂)의 가택을 수사하였다.
1522년(중종 17) 선전관이었다가 병조좌랑을 거쳐 1523년(중종 18) 1월 세자익위사(世子翊衛司) 사어(司禦)로 승진하였다. 그러나 갑자기 5품으로 승진했다 하여 작상이 외람되다는 양사의 비판을 받았으나 왕이 무마시켰다. 이후에도 대간과 헌부가 번갈아가며 그의 승진을 논핵했지만 중종이 듣지 않았다. 1528년(중종 23) 김해부사에 임명되었다가 군기시 첨정(軍器寺僉正)을 거쳐 군기시 부정(軍器寺副正)으로 승진했으나 경력이 얕으면서 첨정이 된지 30삭을 넘기지 못하고 승진했다 하여, 갑자기 승진했다는 대간의 탄핵을 받고 사직했다가 김해부사(金海府使)로 부임했다.
1528년(중종 23) 4월 9일 사간원으로부터 젊고 무재(武才)가 있는 인물이라 양계(兩界) 지역 임용을 추천받았다. 사간원에서는 한편 그의 인물이 합당하기 때문에 사전에 이미 서경(署經)하였지만 신원에 이상이 없었다 한다. 그해 4월 11일 김해부사에서 경질되고, 같은 해 무재(武才)가 있다는 이유로 대간의 추천을 받고 갑산부사사(甲山府使)에 임명되었다. 11월 갑산부사 재직 중 영의정 정광필(鄭光弼)로부터 당상(堂上)이 될 만한 인물로 천거받았다.
1529년 6월 갑자기 승진했다는 이유로 사헌부의 탄핵을 당했지만 왕이 듣지 않았다. 사헌부로부터 갑자기 중요 벼슬길에 오른 것과, 자기 말에 따르지 않는 것을 분하게 여겨 동료들을 배척하고 공론을 배격한다는 이유로 논핵당했다. 이후 7월까지 사헌부에서 여러번 논계했지만 중종이 듣지 않았다. 1529년 만포첨사 심사손이 야인의 기습을 받고 살해되면서, 변방을 지키는 것이 급하다는 사간원의 건의에 의해 종성부사(鍾城府使)로 임명되었다.

#### 변방 근무
이후 여진족의 기습 약탈에 맞서 변경을 방비하는 한편 불법으로 국경지대를 넘어오는 여진족을 국경 밖으로 쫓아냈다.
1530년(중종 25) 겨울 경원진 야인들과 변장들의 갈등을 수습하였다. 그해 겨울 경원진(慶源鎭)에서 야인이 조선인 통사를 칼로 찔러 죽이자 진장(鎭將)이 보복으로 지기(之奇)란 야인을 타살하였다. 1531년 초 함경도관찰사 한형윤(韓亨允)의 명을 받고 야인들과 통사들을 추고하여 통사와 야인간의 갈등을 적발하였다. 그에 의하면 '통사 김은산(金銀山)이 야인 우눌이(亏訥耳)의 처소에서 칼에 맞아 죽은 일과 부사 이완(李莞)이 우눌이를 타살한 일을 색리(色吏) 등이 이미 승복했으며 근래 변장(邊將)들이 오랑캐를 대우하는 데 정도(正道)를 잃어 저들이 늘 경모(輕侮)하는 마음을 품게 하였습니다. 그래서 1년 동안에 통사 2인이 피살되었으며, 또 진장은 진장대로 함부로 오랑캐를 죽이고서도 숨기고 보고하지 않았던 사실'을 확인하였다.
1533년(중종 28) 1월 가선대부(嘉善大夫)로 승진, 여주목사(驪州牧使)로 부임하였다. 그러나 사헌부로부터 가선대부로의 승진이 부당하다는 상소가 있었으나 왕이 듣지 않았다. 동년 7월 사헌부가 연소하고 무재(武才)가 있으므로 내지의 수령에는 합당치 않으며 장수가 부족하다는 이유로 체직을 건의하여 체직되었다. 1536년 왕이 김근사를 시켜 무관들에게 진법을 직접 물으며 시험할 때 통과하였다.
1536년(중종 31) 4월 중종이 무신들에게 진법을 시험할 때, 조통(粗通)의 성적을 받았다.
1538년(중종 33) 7월 성주목사로 있을 때, 사헌부로부터 수령으로 있을 때에 일을 잘 처리하지 못하여 백성에게 폐를 끼쳤다며 탄핵당했다." 그해 11월 24일에는 용렬하다는 이유로 사헌부의 논핵을 당했지만 왕이 듣지 않았다. 이후 사헌부가 거듭 계를 올려 탄핵하여 그해 11월 면직되었다. 그는 지방관으로 재직 중 홍수를 대비하여 제방을 쌓게 했고, 자신도 직접 제방을 쌓는데 손수 참여했다.
1540년 성주목사를 거쳐, 1543년(중종 38) 가을 평안도 병마절도사로 부임하였다. 동시에 수군절도사와 영변대도호부사(寧邊大都護府使)직을 겸직하였다. 이후 건주의 여진인이이며 중국인 왕창(王昌)의 아내 이어려(李於呂)가 남편을 따라 탈출하여 국경을 넘어오고, 그의 친정아비 이얼겅거[李於乙巨應巨] 등이 만포진에 와서 호소하자, 그를 잘 설득하여 되돌려보내기도 했다. 또한 자신의 아버지 왕산적하(王山赤下)가 참살당한 것에 원한을 품은 여진인 왕살동가(王沙乙同可)가 군사를 이끌고 조선을 침략하려는 첩보를 입수하여 보고하였다.
1544년(중종 39년) 9월 몽골인의 서계를 받아 조정에 전달하였다. 그러나 평안도 병마절도사인 이광식 편으로 전해온 몽고 서계(蒙古書契)를 능히 해석하는 자가 없어서 번역하더라도 믿을 길이 없다고 하였다. 1544년(중종 39) 평안도병마절도사로 재임 중, 국경지역의 야인들이 동료들이 변장들에게 죽임당한 것에 원한을 품고 쳐들어와 변장을 죽이고 노략질을 하자, 직접 야인소굴에 들어가 야인들을 만나 위무하고 돌아와 다시는 침략하지 못하도록 하였다. 그해 서계를 올려 도내(道內)의 녹슬고 파손되거나 비를 맞은 화포(火砲)와 병기(兵器)의 개수를 청하는 상소를 올렸다. 1545년 임기만료되어 체직되어야 하나 이아장합(李阿將哈)의 심사손 살해 사건을 상세히 알고 있었으므로 계속 유임되었다.

### 정치 활동
1546년(명종 1년) 1월 정조방물(正朝方物)을 대비 윤씨(문정왕후)에게 먼저 진상했다가 사간원의 탄핵을 받았으나 윗전을 돌보는 것이 상례라는 승정원의 변호로 무마되었다. 1월 3일 사헌부에서 규례에 없는 봉진을 하였다고 탄핵하였으며, 그를 변호한 색승지(色承旨) 김익수(金益壽), 도승지 최연(崔演) 등도 같이 탄핵을 당했으나 명종이 이를 무마시켰다.
이후 비변사 회합에 참석하였고, 1546년(명종 1) 동지중추부사가 되었다. 동지중추부사로 재직 중 1546년(명종 1) 4월 의정부와 병조의 추천으로 장수에 뽑혔다. 같은 해 병조참판, 공조참판이 되고, 그해 가을 공조참판으로 명나라에 파견되는 동지사가 되어 그해 11월 11일 연경을 방문, 이듬해 초에 귀국하였다. 1547년 동지중추부사, 상호군과 비변사당상을 거쳐 1548년(명종 3) 다시 평안도병마절도사 겸 수군절도사 영변대도호부사가 되고 이후 동지중추부사, 한성부좌윤, 1549년 특진관으로 보임되었다.
1549년 특진관으로 있을 때, 변방의 만호나 첨사가 좋은 말을 골라서 어거지로 매수하여, 변방에 좋은 말들이 없어지는 부당함을 간하여 시정하게 하였으며, 1550년초 송숙근 등과 더불어 흉년이 든 함경도에 남방의 곡식을 옮겨줄 것을 간하였다. 1550년(명종 5) 장례원 판결사, 비변사당상, 1551년(명종 6) 2월 2일 병조참판을 거쳐, 그해 행 호군을 지냈다. 그해 12월 다시 병조참판이 되었다가 1553년(명종 8) 한성부우윤, 동지중추부사, 병조참판, 1554년 동지중추부사 등을 거쳐 1555년(명종 10)에 전라도 병마절도사로 부임하였다.
1553년 범허정 상진(尙震) 등이 조직한 계축갑계 소모임에도 참여, 활동하였다.

### 생애 후반
1555년 5월 왜적이 해안가를 침입하여 변장(邊將)들을 죽이고 10진을 함락시켜 군무가 위급했으나, 전라도로 파견되어 내분을 수습하고 내륙까지 침투한 왜적들을 토벌하여 병란이 확산되는 것을 평정하였다. 그러나 달량진에 내려온 그를 피하여 왜구는 말머리를 돌려 영암군, 진도 일대를 약탈하여, 조정에서는 다시 이준경, 이윤경 등을 보내 그를 지원하게 하였다. 1555년(명종 10) 9월 전라도 병마절도사가 되었다.
나라가 태평한 지 오래되어 군령(軍令)이 해이해지고 백성들은 병화(兵火)를 알지 못하고 장수는 게으른데, 게다가 해마다 흉년이 들어 기근이 계속되니 군졸의 피곤함과 생민(生民)들의 유리(流離)함이 이때보다 심한 적이 없었다. 변장(邊將)들은 군기(軍器)를 보수하지 않고 방어를 삼가지 않으며 윗사람에게 아부하는 것만 숭상하면서 무사 태평한 데 익숙하여 방어의 일은 생각지도 않았다가 금년에 갑자기 참혹한 변란을 당하여 국가의 환란이 극(極)에 이르렀다.

김경석(金景錫) 등이 직접 내 말을 받들어 중임에 맡겨졌지만, 왜구가 횡행할 때에 혹은 위축되어 앉아 싸우지 않으며, 혹은 머뭇거리고 나아가지 않아, 겨우 1백여 급만을 베고 도망치게 하여 평소 무사를 기른 뜻이 전혀 없으니 통분함을 이길 수 없다. 경을 택하여 보냄은 반드시 생각이 있어서이니 경은 명심하라. 만일 게을리하고 그르치는 일이 있으면 내가 용서하지 않겠다.

昇平日久, 軍令解弛, 民不知兵, 將皆偸惰, 加以歲連凶荒, 饑饉荐臻, 軍卒之疲困, 生民之流離, 莫此時爲甚。 邊將等不修軍器, 不謹防備, 徒以善事左右相尙, 狃於尋常, 專不動念, 今年遽遭慘酷之變, 國家之患極矣。 金景錫等親承予言, 委寄重任, 當倭寇恣行之時, 或縮坐不戰, 或逗遛不進, 僅斬百餘級, 遁去, 頓無平時培養武士之意。 不勝痛憤。 以卿擇遣, 必有其意, 卿其念哉! 若有緩慢失誤之事, 則予當不饒。

그해 9월 10일 사은숙배 후 부임하였다가 그해 10월 11일 체직되었다.
청렴하고 근실한 노장(老將)으로 이름이 높았으며 가훈이 엄하였고, 몸가짐을 맑고 소박하게 처신하였다. 엄격했던 그는 나이 40을 바라보는 셋째 아들 이전이 승지가 되었을 때에도 잘못을 하면 허물을 물어 종아리를 치기도 했다. 그는 아들 이감(李戡)이 훈구외척 이량(李樑)과 결탁하는 것을 항상 책망하였으나 결국 화를 막지 못했다. 그는 화가 반드시 자신에게도 미칠 것(謂禍必及己)이라고 하였다. 그는 이량(李樑)의 사람됨됨이를 미워하여 아들 이감(李戡)에게 이량을 가까이 하지 말도록 했으나 이감은 끝내 이량의 심복이 되었다. 그밖에 송순(宋純), 상진(尙震) 등과 함께 계축갑계(癸丑甲契)를 조직하는데 참여하여 활동하였다. 1557년(명종 12) 동지중추부사를 거쳐 1563년(명종 18) 병조참판에 이르러 병으로 물러나고 동지(同知)로 전직되었다.
만년에 그는 오랫동안 병석에 누워 있었다. 1563년(명종 18년) 11월 7일 경기도수군절도사로 재직 중이던 셋째 아들 이전이 수유(受由)를 청하는 장계를 올렸다가, 변방의 장수는 수유를 청할 수 없는데도 장계를 올렸다며 승정원의 탄핵을 당했으나 명종이 이를 무마시켰다.
이광식(李光軾)이 늙은 무관으로 오랫동안 병들어 있는 것은 누구나 다 아는 사실이며, 부자간의 심정이 절박하여 그런 것이니 추고할 수 없다. 이전의 본직을 체차해서 아비의 병환을 구료케 하여 효도로 다스리는 나의 뜻을 보여주도록 하라.

명종은 효로서 통치하는 나의 뜻을 보이겠노라며 특별히 아들 이전의 휴가를 허용해주었다. 1563년 12월 15일 경기도 광주 언주면 자택에서 병으로 사망하였다. 증(贈) 자헌대부 병조판서 겸 지의금부사(知義禁府事)에 추증(追贈)되었다.

### 사후
사후 경기도 광주군 언주면 원지리 철곡(현 서울특별시 서초구 원지동 산 83-2번지 철곡)에 안장되었다. 묘비문은 가선대부 병조참판 이광식지묘 정부인 함안이씨 부좌(嘉善大夫兵曹參判 李光軾之墓 貞夫人咸安李氏祔左)로 되어 있다. 그의 묘소 아래에는 증손자 이복남의 묘, 증손자 이명남의 묘, 5대손 송곡 이서우의 묘가 순서대로 조성되었다. 그의 묘소 남쪽에는 2011년 건립된 서울추모공원이 있다.

## 가족 관계
- 조부 : 이징(李徵)

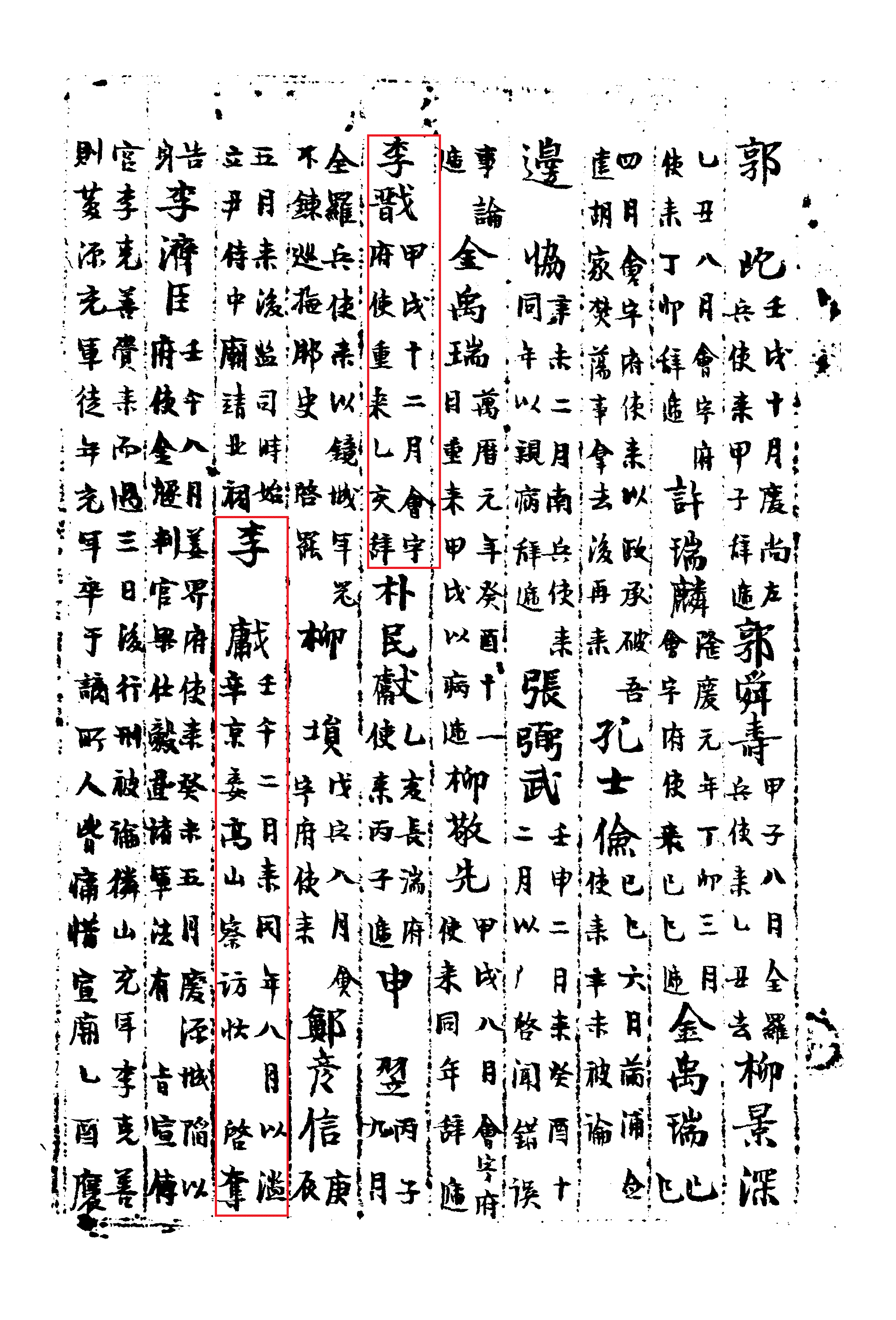
함경북도병마절도사 겸 경성부사 선생안
(셋째 아들 이전과 넷째 아들 이용의 이름이 있다.

- 조모 : 양천허씨(陽川許氏, ? ~ 1509년[27] 1월 29일), 사헌부장령, 의정부 사인 허적(許迪)의 딸
  - 아버지 : 이지방(李之芳, 1466년 10월 15일 - 1537년 12월 11일)
  - 어머니 : 청송심씨(淸松沈氏, 1469년 11월 19일 ~ 1540년 10월 19일, 심안신의 딸)
    - 부인 : 함안이씨(咸安李氏, 1492년 12월 1일 ~ 1536년 10월 7일, 이세응의 딸, 충렬공 이방실의 7대손).
      - 장남 : 이계변(李繼邊[28])
      - 차남 : 이감(李戡, 1516년 10월 27일 ~ 1583년)
      - 자부 : 풍천임씨(豊川任氏, 1515년 4월 12일 - 1556년 2월 1일), 정헌공 임권(任權)의 딸, 소간공 임유겸(任由謙)의 손녀
        - 손자 : 이성헌(李成憲, 1534년 2월 22일 - 1601년 5월 8일)
        - 손부 : 전주이씨(全州李氏), 이한(李澣)의 딸
        - 손부 : 전주이씨(全州李氏, 1536년 - ?), 밀성군 이침(密城君 李琛) 4대손 광원수 증 광원군 이구수(廣原守贈廣原君 李耉壽)의 딸
        - 손녀 : 우계이씨(羽溪李氏)
        - 손녀사위 : 윤유후(尹裕後, 1541년 1월 11일 - 1606년 8월 13일), 윤사로의 손자, 윤호의 증손

      - 자부 : 예천윤씨(醴泉尹氏, 1538년 10월 28일 - 1624년 11월 11일) 또는 예산윤씨(禮山尹氏), 윤연수(尹延壽)의 딸
        - 손자 : 이희헌(李希憲, 1569년 6월 15일 - 1651년 11월 28일)
        - 손자 : 이유헌(李有憲)
        - 손자 : 이의헌(李宜憲)
        - 손녀 : 우계이씨(羽溪李氏)
        - 손녀사위 : 권봉수, 안동권씨

      - 삼남 : 이전(李戩, 1517년 1월 21일 ~ ?)
      - 자부 : 고성이씨(古城李氏), 이광택(李光澤)의 딸
      - 자부 : 하빈이씨, 부장 이윤우(李允耦(手+愚))의 딸
        - 손자 : 이준헌(李遵憲), 충장공 이복남(李福男)의 아버지
        - 손자 : 이경헌(李敬憲, ? ~ 1592년 4월)
        - 손자 : 이봉헌(李奉憲)
        - 손자 : 이승헌(李承憲, ? ~ 1592년 4월)
        - 손녀 : 우계이씨(羽溪李氏)
        - 손녀사위 : 한강(韓綱, 1535년 ~ 1629년 4월 26일), 가선동지 증 정헌 좌참찬 서원군(西原君)

      - 사남 : 이용(李庸+戈, 1533년 - 1591년 1월)
      - 자부 : 칠원윤씨(漆原尹氏), 윤리(尹伊)의 딸, 윤탁연(尹卓然)의 누이
      - 자부 : 여산송씨(驪山宋氏), 송맹경(宋孟璟)의 딸, 광주 이극돈의 진외증손녀
      - 딸 : 우계이씨(羽溪李氏)
      - 사위 : 윤강(尹綱), 윤지임의 손자이며 윤원개의 아들
      - 딸 : 우계이씨(羽溪李氏)
      - 사위 : 신경호(申景濩)
      - 딸 : 우계이씨(羽溪李氏, 1523년 11월 8일 ~ 1568년 4월 1일)
      - 사위 : 이춘림(李春林, 1518년 3월 3일 ~ 1568년 11월 16일), 감찰, 진남군 이종생(鎭南君 李終生) 차남 진례군 이형(進禮君 李衡) 증손자 사서 이원경(李元卿)의 아들
        - 양외손자 : 이몽량(李夢良, 1544년 12월 28일 ~ 1626년 12월 18일, 첨지), 생부는 이춘림의 동생 이운림(李雲林)
- 외할아버지 : 심안신(沈安信)
- 외할머니 : 고성이씨(固城李氏), 주부 이희진(李希振)의 딸
  - 외증조부 : 심선(沈璿, ? ~ 1467년 9월 20일), 호는 망세정(忘世亭), 심온(沈溫)의 종손
- 장인 : 이세응(李世應, 1473년 ~ 1528년 8월 26일)
- 장모 : 경주김씨(慶州金氏), 사헌부집의 김미(金楣)의 딸
  - 처조부 : 이계통(李季通, 1439년 ~ 1491년 10월 2일)

## 평가와 비판
청렴하고 근실한 노장(老將)으로 이름이 높았다. 집안이 엄숙하고 몸가짐이 맑고 소박했다. 2품 이상의 직위를 역임하였음에도 사치하지 않았고, 지위를 이용해서 위세를 부리지도 않았다.
집안을 다스리는 데 엄정하였으며, 그의 아들 이전(李戩)이 승지(承旨)로 있을 때 나이 40이 넘었음에도 허물이 있으면 종아리를 치기도 하였다. 청백하고 맑게 처신하여 가풍을 계승하였다.

## 같이 보기
| - 을묘왜변 - 병마절도사 - 심선 - 이복남 - 이감 - 이지방 - 이세응 - 이수형 - 이여빈 - 이중경 - 윤근수 - 윤두수 | - 이광식 묘역 - 임권 - 임유겸 - 전우치 - 정숭조 - 정현조 - 광원군 - 광성정 - 한확 |

## 참고 문헌
- 중종실록
- 명종실록
- 대동야승
- 국조보감
- 연려실기술
- 여주군사
- 강원도지
- 朝鮮総督府 平安北道道庁, 《平安北道史》(平安北道道庁, 1938)

## 참고 자료
- 이광식:여주군사
- 이광식
- 강원도청
- 여주군청[깨진 링크(과거 내용 찾기)]
- 우계이씨 종친회 보관됨 2009-12-03 - 웨이백 머신